# 3 Bad Men
3 Bad Men is een Amerikaanse western uit 1926 onder regie van John Ford. Het scenario is gebaseerd op de roman Over the Border (1917) van de Amerikaanse auteur Herman Whitaker. De film werd destijds in Nederland uitgebracht onder de titel Drie brave bandieten.

## Verhaal
Drie bandieten beschermen een karavaan. Zij zorgen ook voor een kind na de dood van de moeder.

## Rolverdeling
| Acteur               | Personage      |
| -------------------- | -------------- |
| George O'Brien       | Dan O'Malley   |
| Olive Borden         | Lee Carlton    |
| Lou Tellegen         | Layne Hunter   |
| Tom Santschi         | Bull Stanley   |
| J. Farrell MacDonald | Mike Costigan  |
| Frank Campeau        | Spade Allen    |
| Priscilla Bonner     | Millie         |
| Otis Harlan          | Zach Little    |
| Phyllis Haver        | Lily           |
| George Harris        | Joe Minsk      |
| Alec B. Francis      | Dominee Benson |
| Jay Hunt             | Nat Lucas      |